# Henning Moritzen
Henning Moritzen (Comune di Lyngby-Taarbæk, 3 agosto 1928 – Frederiksberg, 11 agosto 2012) è stato un attore danese.
Figlio di Carl Peter Christian Moritzen (morto nel 1945) e Emmy Alexandra Bolvig, ha debuttato come attore nel 1949 ed ha continuato fino al 2010, quando poi si ritirò per motivi di salute. È apparso in oltre 100 ruoli ma quello più notevole è quello di Helge Klingenfeld nel film Festen - Festa in famiglia.
È padre di due figli: Michael Moritzen (1954) e Marianne (1959).
Nel 1971 si è sposato con l'attrice Lise Ringheim con cui rimase fino alla morte di lei, sopraggiunta nel 1994.
È morto nel 2012, 8 giorni dopo aver compiuto 84 anni, per un arresto cardiaco.